# 建治
建治（1275年四月二十五日至1278年二月二十九日）是日本的年號之一。這個時代的天皇是後宇多天皇，由龜山上皇實施院政。鎌倉幕府征夷大將軍為惟康親王、執權為北條時宗。

## 改元
- 文永十二年四月二十五日（1275年5月22日）改元建治
- 建治四年二月二十九日（1278年3月23日）改元弘安

## 出處
- 《周禮》：以建治國之學。

## 紀年、西曆、干支對照表
| 建治       | 元年   | 二年   | 三年   | 四年   |
| 儒略曆日期 | 1275年 | 1276年 | 1277年 | 1278年 |
| 干支       | 乙亥   | 丙子   | 丁丑   | 戊寅   |